# Европейска космическа агенция
Европейската космическа агенция или ЕКА (на френски: Agence spatiale européenne или ASE, на английски: European Space Agency или ESA) е европейска междуправителствена организация за космически изследвания, основана през 1975 г. и включваща 22 страни-членки. Тя наброява около 2300 сътрудници и има бюджет от около 6,5 милиарда евро за 2021 г.
Главната квартира на организацията се намира в Париж, Франция. Космодрумът на Европейската космическа агенция е в Куру, Френска Гвиана. Той е разположен близо до екватора, като по този начин се улеснява достъпът до геостационарни орбити. Технологичният център на ЕКА (ESTEC) се намира в Нордвейк, Холандия, Центърът за обучение на астронавти (EAC) в Кьолн, Германия, Контролният център (ESOC) в Дармщат, Германия, а Институтът за научни изследвания (ESRIN) във Фраскати, Италия.
През последните години Европейската космическа агенция, със своята ракета-носител Ариана 5, се утвърди като лидер в извеждането на търговски спътници и се превърна в основен конкурент на НАСА. Наред с тези задачи, ЕКА изпълнява и много научни мисии с цел изучаването на Земята и планетите от Слънчевата система.

## Страни-членки
| Страни членки  | Мандатна страна | Факултативна страна | Общо (€ млн.) | Общо(%) |
| -------------- | --------------- | ------------------- | ------------- | ------- |
| Франция        | 15,63%          | 31,55%              | 718.2         | 22,2%   |
| Германия       | 23,41%          | 21,45%              | 797.4         | 24,6%   |
| Италия         | 12,88%          | 14,59%              | 329.9         | 10,2%   |
| Великобритания | 16,93%          | 5,91%               | 322.3         | 9,9%    |
| Белгия         | 2,83%           | 7,37%               | 189.5         | 5,8%    |
| Испания        | 6,87%           | 5,76%               | 131.7         | 4,1%    |
| Швейцария      | 3,40%           | 3,49%               | 134.9         | 4,2%    |
| Нидерландия    | 4,43%           | 2,87%               | 74.7          | 2,3%    |
| Швеция         | 2,61%           | 2,11%               | 80.3          | 2,5%    |
| Австрия        | 2,26%           | 0,87%               | 51.5          | 1,6%    |
| Норвегия       | 1,70%           | 1,02%               | 59.8          | 1,8%    |
| Дания          | 1,82%           | 0,78%               | 26.8          | 0,8%    |
| Полша          |                 |                     | 30            | 0,9%    |
| Румъния        |                 |                     | 25,4          | 0,8%    |
| Финландия      | 1,37%           | 0,54%               | 19.6          | 0,6%    |
| Ирландия       | 0,95%           | 0,30%               | 18            | 0,6%    |
| Гърция         | 1,50%           | 0,12%               | 12,6          | 0,4%    |
| Чехия          |                 |                     | 14.2          | 0,4%    |
| Португалия     | 1,20%           | 0,19%               | 16.7          | 0,5%    |
| Люксембург     | 0,21%           | 0,13%               | 23            | 0,7%    |
| Унгария        |                 |                     |               |         |
| Естония        |                 |                     | 0.8           | 0,1%    |
| Канада         |                 |                     | 15.5          | 0,5%    |

Таблицата по-горе съдържа списък на всички държави членки и техните вноски през 2015 г.
Единственият асоцииран член на ESA е Канада.
Европейската космическа агенция включва националните космически агенции и други организации от следните двадесет и две държави: Австрия, Белгия, Великобритания, Германия, Гърция, Дания, Естония, Ирландия, Италия, Испания, Люксембург, Нидерландия, Норвегия, Полша, Португалия, Румъния, Унгария, Финландия, Франция, Чехия, Швейцария и Швеция.
Агенцията е сключила договори за партньорство с различни държави извън Европейската общност и вероятно част от новите страни-членки на Европейския съюз ще се присъединят в най-скоро време към ЕКА.
- Латвия и Словения са подписали петгодишен план за сътрудничество, който е последната фаза преди пълноправното членство. Тези страни могат да участват в голяма част от програмите на агенцията.
- България, Литва и Словакия са подписали временен план за сътрудничество.
- Израел, Малта, Кипър, Турция и Украйна са подписали ограничен план за сътрудничество.
- Канада има специален статут на сътрудничеща държава и участва в органите за взимане на решения.
- Русия и Китай са двата основни партньора на Европейската космическа агенция и сътрудничат в множество проекти.

### Официални езици
В заседанията на органите, комитетите или работните групи на организацията се използват английски, френски и немски език; преводът на тези три езика е осигурен. Всички официални документи също се пишат на тези три езика, според резолюция 8, алинея 1, от Конвенцията за основаване на Европейската космическа агенция.

### Взаимоотношения с Европейския съюз
ЕКА не е част от органите на Европейския съюз (ЕС) и в нея членуват страни, които не са членки на ЕС, като Швейцария и Норвегия, и още две страни от EFTA. Обаче има връзки между тези две организации, заедно с различни споразумения, по които се работи, за да се установи легален статут на ЕКА под наблюдението на ЕС. ЕКА и ЕС имат общи цели.

## Ракети-носители на ЕКА
ЕКА има голям напредък в разработването и изстрелването на ракети-носители. Скоро арсеналът на ЕКА ще се състои от три основни ракети: Ариана 5, Союз и Вега. Изстрелванията са поети от Арианаспейс и се извършват от Гвиански космически център в Куру, Френска Гвиана. Тъй като повечето комуникационни спътници имат екваториални орбити, изстрелването от този космодрум позволява носенето на по-големи товари, отколкото при изстрелвания от космодрумите на север. Космодрумът в Куру дава по-голямо ускорение поради разположението си близо до екватора.

### Ариана 5
Ариана 5 е основната ракета-носител на ЕКА. Може да изведе от 6 до 10 тона в геостационарна орбита и 21 тона в ниска околоземна орбита. Ракетата е на служба от 1997 г. и заменя старата Ариана 4. Ариана има няколко модификации, от които най-тежка е Ариана 5 ECA, която се проваля при първия си полет през 2002 г., но след това прави 10 последователни успешни полета.
От семейството ракети Ариана, Ариана 1, 2, 3 и 4 са излезли от употреба.

### Союз-2
Союз е среднотоварна ракета-носител (може да изведе 3 тона в ГТО), планирана първоначално да обслужва ЕКА от 2007 г. Агенцията е платила 340 млн. евро на Федералната космическа агенция на Русия за да използва ракетата. Русия поема ангажимента да произвежда частите за ракетите и да ги превозва с кораб до центъра във Френска Гвиана, където те да бъдат сглобявани. Така ЕКА печели ракета-носител, като съкращава разходите за развитието на тези технологии и направо ги купува от Русия. Освен това ракетите Союз имат 40-годишна история и много успешни полети. Близостта на космодрума до екватора позволява изстрелването на почти двойно по-тежки товари, отколкото от Байконур (3.0 срещу 1.7 тона). И двете агенции (ЕКА и Роскосмос) имат ползи от сътрудничеството. Смята се, че Франция, която е най-големият участник в ЕКА, е спомогнала много за подписването на споразумението. Това е така, защото Франция и Русия имат многогодишни добри отношения.
Към януари 2011 г. се очаква стартовият комплекс за Союз-2, след неколкократни забавяния, да бъде одобрен през април, и първото изстрелване от него да се състои между 15 август и 15 септември.

### Вега
Вега е ракета-носител, способна да изведе малък товар (1,5 тона) в ниска околоземна орбита. Първоначално е планирано първият полет да бъде през 2008 г.; след неколкократни отлагания той е предвиден за втората половина на 2011 г.
Основният изпълнител на програмата Вега е Италия, която поема 65% от цената на проекта. Ракетата има три степени с твърдо гориво и допълнителен двигател с течно гориво. Въпреки че е малка ракета, Вега може да изведе многокомпонентен товар в орбита.

## Проекти

### Международна космическа станция
Не всички страни членки на ЕКА участват в изграждането на МКС. Само 10 страни от общо 20 участват. Европейската космическа агенция участва в изграждането на два от модулите на Международната космическа станция:
- Кълъмбъс – научна лаборатория, модул от международната станция, изведен в орбита с Космическа совалка на борда на мисия STS-122.
- Купола – модул-обсерватория, завършен през юли 2005 г. Изстрелян е на 8 февруари 2010 г. и скачен със станцията на 12 февруари.

Цената на МКС се оценява на около €100 милиарда (разработка, конструиране и управляване на станцията в период от 10 години), от които ЕКА трябва да плати €8 млрд.
Трябва да се отбележи, че само 5 от общо 25-те страни-членки участват в изграждането на модулите. Основната причина за неучастието е високата цена на модулите, която според последни оценки е около 8 милиарда евро. 90% от сумата се плаща от Германия (41%), Франция (28%) и Италия (20%).
ЕКА е разработила Автономния товарен кораб (АТК) за извършване на доставки до станцията. Всеки АТК може да пренася до 7667 kg товари до МКС. Първият кораб се именован Жул Верн и е изстрелян на 9 март 2008 г. Скачването с МКС е осъществено на 3 април 2008 г. Тази маневра се счита за главен технически подвиг на мисията и включва използването на автоматични системи, които позволяват на АТК да проследи МКС, движеща се с 27 000 km/h, и да се скачи с нея с точност до 2 cm.
Към 2014 година МКС се обслужва от руските космически кораби Прогрес и Союз, европейския Автономния товарен кораб (ATK), японския товарния кораб H-II и американските Дракон и Сигнъс.

### Активни проекти

#### Настоящи
- Артемис – европейски телекомуникационен спътник.
- Касини-Хюйгенс – програма за изследване на Титан, спътник на Сатурн.
- Клъстър 2 – група от 4 сонди за изследване на магнитосферата на Земята.
- Двойна звезда – програма за изследване на влиянието на Слънцето върху Земята (в сътрудничество с Китай).
- Енвисат – най-големият сателит в света за изследване на околната среда.
- ERS-2 – сателит за наблюдаване на Земята, изведен в орбита през 1995 г.
- Хъбъл – космически телескоп, съвместен проект с НАСА.
- Интеграл – най-чувствителната космическа лаборатория за наблюдение на гама лъчи.
- Марс експрес – мисия до Марс.
- Розета – програма за изследване на кометата 67P/Churyumov-Gerasimenko през 2014 г.
- СМАРТ-1 – лунна сонда и програма тестваща нова двигателна технология.
- СОХО – космическа обсерватория за изследване на Слънцето (в сътрудничество с НАСА).
- Одисей – изследване на Слънчевата система.
- XMM-Newton – рентгенов сателит.
- Венера експрес – мисия до Венера.
- Хершел – космическа обсерватория, работеща в далечния инфрачервен и субмилиметровия диапазон.
- Планк – космическа обсерватория за изучаване на реликтовото излъчване на Вселената и други видове наблюдения.

#### Предстоящи
- ADM-Aeolus – програма за изследване на профила на Земните ветрове (2007 г.)
- BepiColombo – мисия към Меркурий
- Чандраян 1 – индийска лунна сонда с инструменти на ЕКА (2007 г.)
- Корот – космически телескоп за търсене на планети от земен тип. Проект на Френския център за космически изследвания.
- КриоСат – мисия за изследване на дебелината на ледената покривка на Земята. През октомври 2005 г. изстрелването на сателита се проваля и ЕКА проучва възможността за нов сателит, който може да бъде изстрелян след около 3 години.
- Галилео – Европейска навигационна система, подобна на GPS.
- Гая – космически телескоп за съставяне на триизмерна карта на Галактиката
- Космическа обсерватория Хершел
- КЕО – сателит, носещ послание към бъдещите жители на земята, спонсориран от ЕКА. Космическата капсула ще се завърне на земята през 52 006 г.
- LISA Pathfinder – сонда за изследване на технологии, необходими за мисията LISA (програма за изучаване на гравитационните вълни)

#### Бъдещи
- Аврора – програма за изследване и за изпращане на човек на Марс и други планети от Слънчевата система.
- Дарвин – интерферометър за откриване на планети с размерите на Земята.
- EADS Phoenix – Европейска космическа совалка.
- JWST – космически телескоп, приемник на Хъбъл – съвместен проект с НАСА
- XEUS – рентгенов спектроскоп.